# Coppa dei Campioni 1978-1979 (pallamano maschile)
La Coppa dei Campioni 1978-1979 è stata la 19ª edizione della massima competizione europea di pallamano riservata alle squadre di club. Il torneo ha avuto inizio l'8 ottobre 1978 e si è concluso il 29 aprile 1979. Il titolo è stato conquistato dai tedeschi del Großwallstadt per la prima volta nella loro storia sconfiggendo in finale i tedesco orientali dell'Empor Rostock. Il Grosswallstadt, vincendo il trofeo, ha ottenuto anche il diritto a partecipare al Champions Trophy 1979.

## Risultati

### Primo turno
| Squadra 1       | Totale        | Squadra 2                | Andata  | Ritorno |
| --------------- | ------------- | ------------------------ | ------- | ------- |
| Dinamo Bucarest | 54 - 35       | CSKA Sofia               | 23 - 17 | 31 - 18 |
| Drott           | 61 - 27       | Neistin Torshavn         | 31 - 13 | 30 - 14 |
| Hermes Den Haag | 36 - 42       | Sporting NeLo            | 18 - 16 | 18 - 26 |
| Kirkby          | 26 - 48       | Eschois Fola             | 14 - 24 | 12 - 24 |
| Refstad         | 28 - 28 (gfc) | Valur                    | 16 - 14 | 12 - 14 |
| Rovereto        | 27 - 42       | ASKÖ Linz                | 11 - 10 | 16 - 32 |
| Sporting CP     | 30 - 40       | Stella Sports Saint-Maur | 18 - 18 | 12 - 22 |
| Železničar Niš  | 60 - 37       | Hapoel Petah Tikva       | 30 - 16 | 30 - 21 |
| Zofingen        | 32 - 41       | Košice                   | 18 - 25 | 14 - 16 |

### Ottavi di finale
| Squadra 1                | Totale  | Squadra 2       | Andata  | Ritorno |
| ------------------------ | ------- | --------------- | ------- | ------- |
| Calpisa Alicante         | 35 - 32 | Fredericia KFUM | 16 - 12 | 19 - 20 |
| CSKA Mosca               | 59 - 49 | Śląsk Wrocław   | 35 - 23 | 24 - 26 |
| Eschois Fola             | 24 - 51 | Empor Rostock   | 10 - 25 | 14 - 26 |
| Großwallstadt            | 28 - 26 | ASKÖ Linz       | 14 - 11 | 14 - 15 |
| Košice                   | 42 - 31 | Sporting NeLo   | 23 - 13 | 19 - 18 |
| Stella Sports Saint-Maur | 35 - 34 | Drott           | 20 - 16 | 15 - 18 |
| Valur                    | 39 - 45 | Dinamo Bucarest | 19 - 25 | 20 - 20 |
| Železničar Niš           | 43 - 44 | Honvéd          | 26 - 22 | 17 - 22 |

### Quarti di finale
| Squadra 1                | Totale  | Squadra 2        | Andata  | Ritorno |
| ------------------------ | ------- | ---------------- | ------- | ------- |
| CSKA Mosca               | 36 - 37 | Empor Rostock    | 22 - 20 | 14 - 17 |
| Dinamo Bucarest          | 48 - 38 | Calpisa Alicante | 28 - 14 | 20 - 24 |
| Großwallstadt            | 34 - 27 | Košice           | 17 - 12 | 17 - 15 |
| Stella Sports Saint-Maur | 39 - 51 | Honvéd           | 19 - 25 | 20 - 26 |

### Semifinali
| Squadra 1     | Totale  | Squadra 2       | Andata  | Ritorno |
| ------------- | ------- | --------------- | ------- | ------- |
| Empor Rostock | 37 - 36 | Dinamo Bucarest | 19 - 14 | 18 - 22 |
| Großwallstadt | 42 - 36 | Honvéd          | 18 - 9  | 24 - 27 |

### Finali
| Monaco di Baviera 22 aprile 1979 Finale di andata | Großwallstadt | 14 – 10 | Empor Rostock |  |

| Rostock 29 aprile 1979 Finale di ritorno | Empor Rostock | 18 – 16 | Großwallstadt |  |